# Sciobia luctuosa
Sciobia luctuosa is een rechtvleugelig insect uit de familie krekels (Gryllidae). De wetenschappelijke naam van deze soort is voor het eerst geldig gepubliceerd in 1881 door Gogorza.